# Pasi Janeng
Pasi Janeng is een bestuurslaag in het regentschap Aceh Barat van de provincie Atjeh, Indonesië. Pasi Janeng telt 472 inwoners (volkstelling 2010).